# Jan Křtitel Boháč
Jan Křtitel Boháč, in tedesco Johann Baptist Bohadsch (Žinkovy, 14 giugno 1724 – Praga, 16 ottobre 1768), è stato un naturalista e medico tedesco.
Fu tra i più influenti naturalisti e zoologi della sua epoca. Visse a lungo in Italia, specie a Napoli.

## Biografia
Jan nacque nel 1724 a Žinkovy (Schinkau, poi nella Repubblica Ceca). Suo padre Bartolomej Antonin era l'amministratore dei possedimenti agrari del conte Wenzel von Zwrtby. Johann ricevette la sua istruzione presso i Gesuiti, probabilmente a Klatovy, dove apprese il latino e la filosofia. Studiò dal 1741 medicina presso il Carolinum di Praga, dove nel 1751 conseguì la laurea e dove dall'anno successivo divenne egli stesso docente di scienze naturali.
Tra il 1746 e il 1750 viaggiò frequentando varie università europee tra cui quelle di Padova, Montpellier, Parigi e diverse università tedesche; al suo ritorno nel 1750 pubblicò una dissertazione sugli usi dell'elettricità nella medicina. Nel 1753 fu nominato professore associato di filosofia naturale a Praga e iniziò a raccogliere materiali per un'opera sulla storia naturale della Boemia.
Interrotto dalla guerra dei sette anni, si recò in Italia dal 1757 al 1759, in particolare a Napoli, dove raccolse e descrisse una serie di nuove specie di invertebrati marini. Al suo ritorno nel 1758 fu nominato professore di botanica e farmacologia e nel 1762 venne ammesso alla Royal Society.
Morì il 16 ottobre 1768 a Praga, a seguito di un forte raffreddore contratto durante un safari in Boemia.

## Opere
I suoi scritti sulla zoologia includono:
- De veris Sepiarum ovis (Praga, 1752)[3]
- De quibusdam animalibus marinis (Dresda, 1761)[4]; tradotto dal latino da Nathanael Leske nel 1776.

Pubblicò anche un opuscolo sui benefici medici dell'acacia e del guado (Isatis tinctoria). Un altro opuscolo che descrive la storia naturale di Gmunden è rimasto in forma di manoscritto.
| Bohadsch è l'abbreviazione standard utilizzata per le specie animali descritte da Jan Křtitel Boháč. Categoria:Taxa classificati da Jan Křtitel Boháč |